# Fort Beekenburg
Le fort Bekenburg, également connu sous le nom de Château, est un fort situé à l'est de Willemstad, dans la baie de Curaçao, pour défendre le Spanish Water.

## Historique
La baie de Caracas, avec le Spanish Water à l’arrière, était l’un des rares endroits propices pour accoster et il fut donc décidé de construire une forteresse afin d'empêcher les ennemis d'atteindre Willemstad.
Le fort porte le nom de Nicolaas van Beek, gouverneur entre 1701 et 1704 et qui a coordonné la défense de la ville. Au XVIIIe siècle, le fort put mettre fin à diverses attaques des troupes françaises et anglaises. À un moment donné, les Anglais ont tenté de contourner le fort en traversant la montagne adjacente. Cependant, cela a causé tant de difficultés et a pris tellement de temps que le plan a été abandonné et il a été décidé de retirer les soldats avant que les Néerlandais aient rassemblé toutes leurs troupes. De 1800 à 1803 et de 1807 à 1816, Curaçao fut occupée par les Anglais. À plusieurs reprises, Fort Beekenburg a été attaqué par des pirates, sans succès.
Sur l'île, un terminal pétrolier a été construit par Shell pour le transbordement du mazout et ce dernier a été mis en service en 1927, empêchant de visiter le fort. En 2005, Refineria Isla l'a vendu au gouvernement pour la somme symbolique d'un florin des Antilles néerlandaises. L'endroit est devenu une zone publique et le fort peut à nouveau être visité.

## Architecture
Le fort est construit avec des pierres des Pays-Bas. Les navires marchands ayant quitté les Pays-Bas pour se rendre à Curaçao ont emporté des pierres de jute utilisées comme ballast, puis elles ont été laissées à Curaçao afin de faire de la place pour les marchandises dans les bateaux. Les pierres restantes ont été utilisées pour la construction du fort.
La tour de Fort Beekenburg est équipée d'un système d'irrigation unique. Quand il pleut, l'eau est recueillie dans les canaux d'eau de pluie installés au sommet de la tour. Cette eau est ensuite collectée dans un réservoir situé à l'intérieur de la tour. De cette façon, il y avait toujours de l'eau fraîche dans la tour de Fort Beekenburg, même pendant un siège.